# Cathédrale Sainte-Catherine de Krasnodar
Pour l'autre cathédrale orthodoxe de Krasnodar, voir Cathédrale Saint-Alexandre-Nevski de Krasnodar.
Pour les articles homonymes, voir Cathédrale Sainte-Catherine.
La cathédrale Sainte-Catherine est une église orthodoxe de Krasnodar et le siège de l'éparchie d'Ekaterinodar et du Kouban.

## Histoire
La construction de la cathédrale à sept autels est décidée le 17 octobre 1889, un an après l'accident de train de Borki, auquel les membres de la famille impériale ont miraculeusement survécu. Peu avant l'accident, l'empereur Alexandre III avec sa femme et ses fils avaient visité Ekaterinodar. L'autel principal est dédié à la sainte grande martyre Catherine, les autres devraient être dédiés aux saints patrons des membres de la famille impériale : Marie, Nicolas, Georges, Michel, Xénia et Olga. 
La première pierre est posée le 23 avril 1900 sur la place Catherine, où se trouvait depuis 1818 une église en bois devenue vétuste dédiée à Sainte Catherine. Le projet est dû à l'architecte local Ivan Malherbe. La construction de la cathédrale a souvent été suspendue par manque de fonds. Le 24 mars 1914, avec la participation active du maire de Moscou, Mikhaïl Skvorikov, la construction de la cathédrale est achevée et la consécration solennelle de l'autel principal a lieu. 
Pendant la guerre civile russe, des membres éminents du mouvement blanc ont été enterrés dans la cathédrale Sainte-Catherine : le général Alexeïev, le colonel Miontchinski, le lieutenant-général Timanovski.
En 1922, la cathédrale rejoint l'église vivante ; la même année, sous prétexte d'aider la Volga affamée, elle est pillée. Dans les années 1930, la cathédrale devait être détruite pour réutiliser les briques. L'architecte Malherbe réussit à convaincre la commission sur la destruction des églises du caractère inapproprié de cette destruction. 
Le 26 juin 1935, l'administration diocésaine de l'église vivante annonce la dissolution de la communauté en raison de sa petite taille. La cathédrale est transformée en entrepôt, ses cloches enlevées et fondues. 
Le culte reprend en 1942 pendant l'occupation de Krasnodar par les troupes allemandes, même si des entrepôts occupaient encore partiellement le bâtiment. La cathédrale a repris pleinement son activité en 1944 après la libération de Krasnodar, mais les dédicaces des chapelles ont été changées en Assomption, Résurrection, Annonciation, Saint-Serge, Sainte-Barbe. L'autel principal a conservé sa dédicace: Sainte-Catherine. 
En 1988, des travaux de restauration sont effectués pour célébrer le millénaire du baptême de la Russie dans la cathédrale Sainte-Catherine. La même année, le carillon retentit pour la première fois depuis longtemps. 
De fin 2011 à avril 2012, des travaux sont entrepris pour restaurer le dôme principal de la cathédrale. Il est plaqué à la feuille d'or. Aujourd'hui, la cathédrale Sainte-Catherine est la principale église du diocèse d'Ekaterinodar et du Kouban. 